# Путешествие на край ночи
«Путешествие на край ночи» (фр. Voyage au bout de la nuit) — дебютный роман французского писателя Луи-Фердинанда Селина, изданный в Париже в 1932 году издательством Деноэль. Самое известное и значительное произведение этого представителя потерянного поколения, принёсшее ему впоследствии всемирную славу.
Роман входит во Всемирную библиотеку Норвежского книжного клуба.

## Сюжет
В своей основе книга автобиографична, как и прочие сочинения Селина. Основные вехи жизненного пути главного героя романа, Бардамю, соответствуют мытарствам его автора. Участие в Первой мировой войне, ранение и комиссование, работа по контракту в африканских колониях, поездка в Соединённые Штаты, врачебная практика в убогом парижском предместье.
Бо́льшая часть романа посвящена описанию человеческого скотства, материального убожества и нравственной грязи, в которой барахтаются персонажи, включая главного героя, от лица которого ведётся повествование. При этом роман не связан с традицией французского натурализма, автор не озабочен бичеванием нравов и не верит в социальный детерминизм в духе Золя.
Роман поразил публику своей принципиальной безысходностью и тотальным разочарованием в человеке: рассказчик даже не мечтает хоть как-то попробовать выбраться из трясины, которая затягивает его все глубже на дно, все дальше в ночь жизни и потёмки человеческой души. В конечном счёте, он теряет остатки самоуважения, ему становится достаточно гарантированного куска хлеба и возможности совокупляться. Он больше не стыдится своего падения. Но хотя бы способен испытывать стыд при встрече с людьми, сохранившими остатки нравственности.
По мнению автора, жизнь такова, какова она есть, и другой быть не может. А поскольку человеческая жизнь в низших и отвратительнейших своих проявлениях всегда была такой, как Селин её описывает, благожелательные критики и читатели с восторгом усматривают в романе срывание покровов с действительности и даже некую «апокалиптичность». Селин и в самом деле отрицает и высмеивает любые человеческие ценности, и считает, что человеку было бы лучше оставаться простым животным и не замахиваться на большее. По меткому замечанию одного из первых ценителей Селина в России Л. Д. Троцкого, тот глумится даже над материнской любовью:

При встрече с раненым сыном она «плакала, как сука, которой вернули её детеныша. Она была ниже суки, потому что верила в те слова, которые ей говорили, чтобы отнять у неё сына».— Троцкий Л. Д. Селин и Пуанкаре
Современный исследователь творчества Селина Анри Годар предполагает, что главным героем и его своеобразным двойником Леоном Робинзоном движет неосознанное стремление к смерти. Смерть Робинзона в финале романа приводит Бардамю на самый край ночи, туда, куда за ним уже не могут последовать другие. Туда, где он окончательно остаётся один.

## Стилистические особенности
«Путешествие на край ночи» произвело переворот во французской литературе. Впервые за триста лет разговорный язык был допущен в художественное произведение на равных с языком литературным. При этом Селин не просто ввёл в текст просторечные обороты и арготизмы, но произвёл среди них тщательный отбор, создав искусную стилизацию грубой разговорной речи, отвечавшую его художественному замыслу. Это потребовало изменений синтаксиса, так как строение французской разговорной фразы значительно отличается от того, что принято на письме. Результатом стал особенный «рваный» синтаксис Селина — экспрессивный и имитирующий сумбурную разговорную речь, что, безусловно, добавило его произведениям жизненности. При этом, для того, чтобы оттенить просторечие, автор умело чередует высокий и низкий стили, перемежая площадную ругань персонажей отвлечёнными рассуждениями с использованием простого прошедшего времени, употребляемого только в литературе.

## Оценки
Оценки художественных достоинств романа до сих пор остаются противоречивыми и зависят от общих идеологических установок критиков. Их диапазон колеблется от восторженного поклонения (Генри Миллер, Чарльз Буковски), до полного неприятия.
Публикация романа в 1932 произвела скандал и фурор, как по причине новаторской формы, так и из-за неприкрытого цинизма, антипатриотизма и глумления над общественными приличиями. При этом литературные достоинства «Путешествия» были очевидны, и книге прочили Гонкуровскую премию. Однако, она была забаллотирована двумя голосами, чем автор, вечно нуждавшийся в деньгах, был очень раздосадован. Пришлось довольствоваться менее престижной альтернативной премией Ренодо.

## Роман Селина в СССР
«Путешествие на край ночи» было сразу же замечено в Советском Союзе. Троцкий, находившийся в тот момент в изгнании на Принцевых островах, 10 мая 1933 написал статью «Селин и Пуанкаре», где дал роману оценку, в целом, совпадающую с мнением современных исследователей:

Луи-Фердинанд Селин вошел в большую литературу, как другие входят в свой дом. Зрелый человек, с огромным запасом наблюдений врача и художника, с суверенным безразличием к академизму, с исключительным чувством интонаций жизни и языка, Селин написал книгу, которая останется независимо от того, напишет ли он другие и будут ли они на высоте первой. «Путешествие вглубь ночи» — роман пессимизма, книга, продиктованная скорее ужасом перед жизнью и усталостью от неё, чем возмущением. Активное возмущение связано с надеждой. В книге Селина надежды нет.— Троцкий Л. Д. Селин и Пуанкаре
Троцкий обратился к Луи Арагону и его жене Эльзе Триоле с предложением перевести роман на русский. Уже через полгода после парижской публикации журнал «Интернациональная литература» (1933, № 4) напечатал отрывок из романа под названием «В колониях». А в январе 1934 сокращённый (на 45 %) перевод Триоле был издан в СССР. Затем книга была дважды переиздана, и в итоге общий тираж составил более 60 тысяч экземпляров. В том же году в серии «Библиотека „Огонька“» был опубликован перевод С. М. Ромова.
Роман Селина упоминался даже в статьях газеты «Правда» (якобы книга понравилась лично тогдашнему советскому лидеру Сталину). «Путешествие» обсуждалось на 1-м съезде Союза писателей, где М. Горький сделал проницательное замечание, сказав, что на примере этой книги видно, что «буржуазное общество полностью утратило способность интеллектуального восприятия искусства», а главный герой романа — Бардамю — «не имеет никаких данных, чтобы примкнуть к революционному пролетариату, зато совершенно созрел для принятия фашизма» (Цитируется по Литературной энциклопедии, т. 6. М. 1971. с. 734.)
Последующие произведения Селина подтвердили мнение Троцкого о том, что «Селин не революционер и не хочет им быть», а, следовательно, рабоче-крестьянская власть не сможет использовать его для борьбы с капитализмом. Французский автор глумится не столько над обществом и его несправедливым устройством, сколько над самой человеческой природой, которая одинакова и у бедных, и у богатых. Для него вполне очевидно, что если дать рабочему достаточно денег, то он превратится в такого же скота, как и угнетающий его капиталист.
В 1936 писатель приехал в Ленинград, рассчитывая получить хоть какие-то деньги за публикацию своего романа. Но, разумеется, обманулся в своих ожиданиях. Зато выпустил потом два эссе: Mea culpa и «Безделицы для погрома», где поделился с французским читателем ужасающими по своей выразительности впечатлениями о поездке в «совдепию», этот «филиал ада».
В дальнейшем имя Селина (который и на родине имеет прочную репутацию антисемита и пособника нацистов) было под негласным запретом до середины 1980-х годов.

## Трудности перевода
Адекватный перевод на русский затруднён не столько обилием ненормативной лексики (около 30 % текста), сколько чередованием стилей, и представляет те же сложности, что и перевод сочинений таких изящных стилистов, и одновременно любителей сквернословия, как Франсуа Рабле и Пьетро Аретино.
Перевод Эльзы Триоле, хотя и был переиздан в 1994, представляет лишь историческую ценность. Перевод Ю. Б. Корнеева, по мнению исследователей, также далёк от совершенства, но является лучшим на данный момент профессиональным переводом.

## Издания на русском
- Селин Л. Ф. Путешествие на край ночи / пер. с фр. Э. Триоле. М.—Л.: ГИХЛ, 1934. 296 с.
- Селин Л. Ф. Путешествие на край ночи / пер. с фр. Э. Триоле. М.: АО «ТИПК-7», 1994
- Селин Л. Ф. Путешествие на край ночи / пер. с фр. Ю. Б. Корнеева. Предисл. А. Годара. М.: Прогресс, 1994
- Селин Л. Ф. Путешествие на край ночи / пер. А. Юнко и Ю. Гладилина. Кишинёв: Axul-Z, 1995
- Селин Л. Ф. Путешествие на край ночи / пер. с фр. и коммент. Н. В. Луцюка. Харьков: Фолио, 2009
- Селин Л. Ф. Путешествие на край ночи / пер. с фр. и коммент. Ю. Б. Корнеева.: АСТ, 2018.